# 空知線 (ジェイ・アール北海道バス)

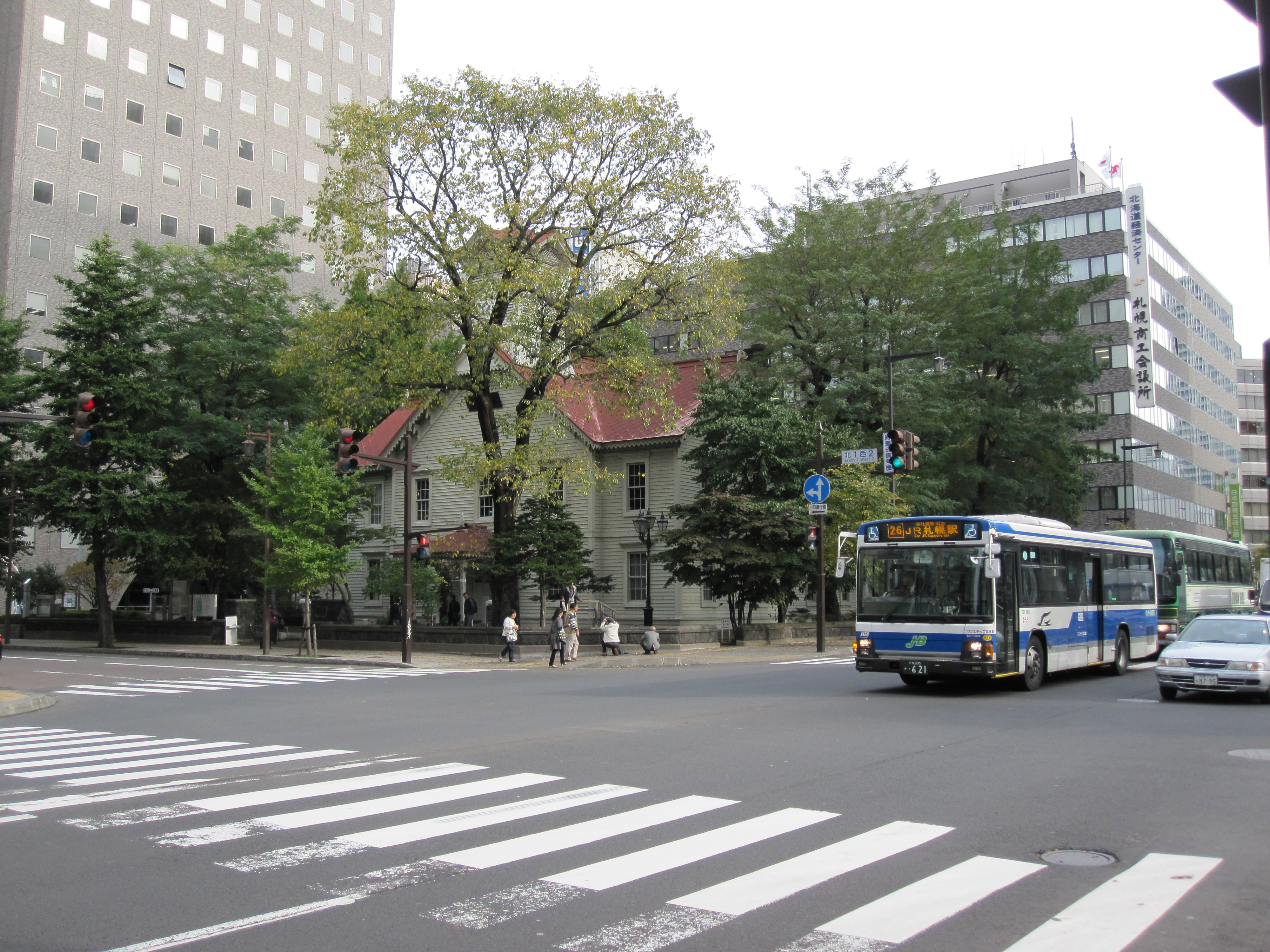
時計台通へ右折しJR札幌駅へ向かう空知線（江別線）

空知線（そらちせん）は、ジェイ・アール北海道バスが運行する自動車路線である。日本国有鉄道自動車局（国鉄バス）、北海道旅客鉄道（JR北海道）直営を経て、2000年4月以降はジェイ・アール北海道バスの運行となっている。
札幌都市圏の路線のうち、主に札幌市東部（白石区・厚別区）・江別市の路線で、主に厚別営業所が担当する。2006年（平成18年）4月1日に各系統毎に名称設定が行われて以降、「空知エリア」という呼称で案内されている。
本項では、国鉄バス、JR北海道直営時代を含む路線の歴史と、空知線の歴史において関連性が深い岩見沢線（いわみざわせん）についても記述する。

## 概要
本路線の歴史は、1949年（昭和24年）に石狩月形駅と岩見沢駅を結ぶ路線として開設されたものに端を発する。1955年（昭和30年）には、国道経由で岩見沢と美唄を結ぶ路線が開設され、さらに1962年には札幌と美唄を直通運行する特急便が開設された。1967年（昭和42年）には、札幌と下野幌団地を結ぶ路線において、北海道の国鉄バスでは札樽線とともに初のワンマン化が行なわれた。
1980年代に入ると、札幌市のベッドタウン化が本路線の沿線にまで広がってきた。これを受けて、1982年（昭和57年）の地下鉄東西線新さっぽろ駅開業と同時に系統を再編。1985年（昭和60年）から1986年（昭和62年）にかけては団地路線の新設が行なわれ、森林公園駅にも乗り入れを行なうようになった。
2003年（平成15年）3月1日に空知線の岩見沢市内区間及び岩見沢線を廃止した（同時に岩見沢営業所も廃止）。これにより、運行区間に空知地方が含まれなくなっている。それ以後空知地方に路線を持つのは、南幌町・長沼町を走る長沼線および、鉄道廃止代替の深名線のみとなっている。岩見沢地区の廃止区間は他社の既存路線への統合などにより交通を確保している（岩見沢線の節参照）。

## 空知線
2023年（令和5年）10月1日現在。
「新札幌駅」は新札幌バスターミナルに発着。「JR札幌駅」（札幌駅バスターミナル）は再開発事業に伴い一時閉鎖となり、2023年（令和5年）10月1日から2028年（令和10年）度までの予定で「札幌駅前」路上停留所発着となる。
札幌市交通局（札幌市営地下鉄）との連絡運輸（乗継割引）は、バスセンター（バスセンター前駅）、菊水駅前、新札幌駅・青葉町2丁目（新さっぽろ駅）から、原則郊外方向かつ札幌市内で適用。例外等は系統毎に付記する。乗継割引に関する概要は札幌市営地下鉄#乗継割引を参照。

### 札幌駅前・バスセンター・菊水駅発着
札幌駅前（さっぽろ駅）・時計台前（大通駅）での地下鉄乗継割引は、バス利用区間が札幌駅前 - 時計台前相互間のみ適用。サッポロファクトリー・バスセンター以遠から時計台前・札幌駅前での乗継には適用されない。

#### 白石本通・新札幌駅方面
新札幌線

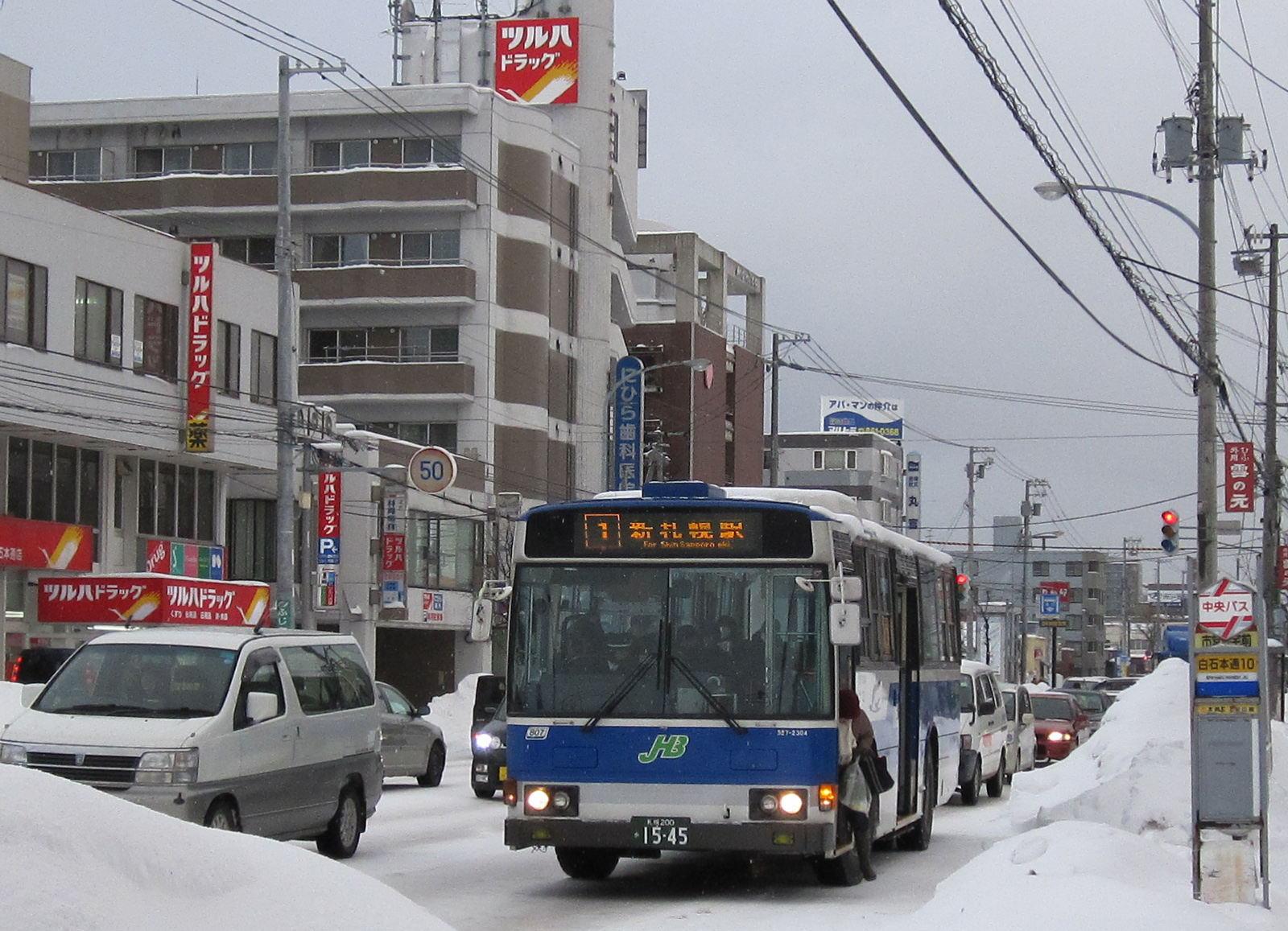
1 白石本通10丁目停車中 527-2304

- 1：札幌駅前 - 時計台前 - サッポロファクトリー - 北1条東10丁目 - 東橋 - 東高前 - 菊水9条3丁目 - 中央1条1丁目 - 白石本通2丁目 - 白石本通8丁目 - 白石神社前 - 流通センター通 - 釣橋 - 旭町 - 厚別西通 - 東商業高校前 - 新札幌駅
  - 新札幌駅での地下鉄乗継割引は、旭町間で適用[6]。
  - 32（長沼線参照）のJR札幌駅→釣橋も1と同経路となる。
  - 2000年（平成12年）4月1日、17（JR札幌駅 - 釣橋 - 大谷地駅（大谷地バスターミナル） - 新札幌駅）を新設。後の1-1。
  - 2003年（平成15年）3月3日、循環3 札幌循環バス（札幌駅 - 東高前 - 札幌コンベンションセンター - 菊水駅前 - 札幌駅）を新設[7]。
  - 2005年（平成17年）4月1日、循環3を廃止し、3（札幌駅 - 東高前 - 札幌コンベンションセンター）を新設。菊水駅経由は廃止。
  - 2006年（平成18年）9月1日、1-1および3を廃止。1-3（JR札幌駅 - 札幌コンベンションセンター - 新札幌駅）を新設[8]。
  - 2020年（令和2年）4月1日、1-3系統廃止[9]。

#### 菊水元町・北郷・米里方面
北郷線

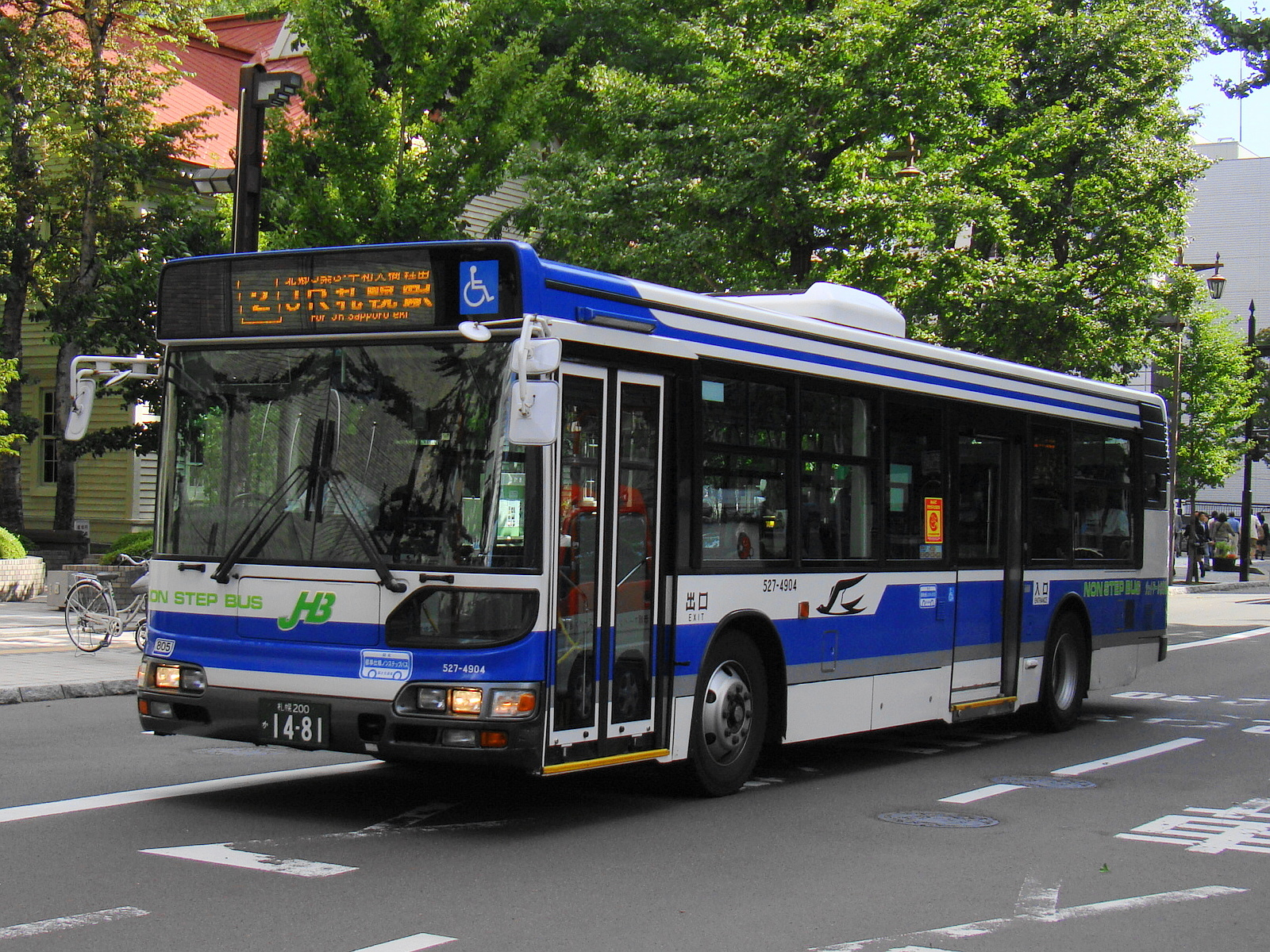
2 時計台前付近 527-4904

- 2：札幌駅前 - 時計台前 - サッポロファクトリー - 苗穂駅 - 北3条東15丁目 - 菊水上町3条3丁目 - 菊水元町2条2丁目 - 菊水元町4条3丁目 - 北郷5条3丁目 - JR白石駅北口
  - 2004年（平成16年）12月1日、JR札幌駅 - 北郷5条3丁目で開設[10]。
  - 2008年（平成20年）12月16日、JR白石駅北口のバス乗り場供用開始に伴い路線延長[11]。
  - 2013年（平成25年）4月1日、（旧）苗穂駅経由に変更[12]。
  - 2019年（平成31年）4月1日、（新）苗穂駅経由に変更[13]。

米里線
上白石小学校前 - 東米里間「上白石小学校前 - 菊水上町3条3丁目 - 菊水元町2条2丁目 - 菊水元町7条 - 菊水元町9条2丁目 - 米里3条1丁目 - 東栄北 - 東米里」共通経路。
- 菊7：菊水駅前 - 国立病院前←菊水6条2丁目（菊水行）/菊水4条2丁目→幌東中学校前（菊水発） - 上白石小学校前 - 東米里 - 白陵高校前
  - 菊水駅前←菊水元町9条2丁目の区間便あり。
- 5・バ5・菊7-1：札幌駅前 - 時計台前 - バスセンター - 中央小学校前 - 菊水駅前 - 菊水4条2丁目 - 幌東中学校前 - 上白石小学校前 - 東米里 - 白陵高校前
  - 5・バ5の菊水駅前での地下鉄乗継割引は、都心方向のバスセンター間でも適用[6]。
  - バ5はバスセンター - 白陵高校前の区間便。菊7-1は菊水駅前←白陵高校前の区間便で冬期のみ設定。
- 8：札幌駅前 - 時計台前 - サッポロファクトリー - 北1条東10丁目 - 東橋 - 上白石小学校前 - 東米里 - 上新川 - 宮町西 - 大麻15丁目 - 沢町南 - 大麻駅 - 大麻11丁目
- 9：札幌駅前 - 時計台前 - サッポロファクトリー - 北1条東10丁目 - 東橋 - 上白石小学校前 - 東米里 - 白陵高校前
  - 2000年（平成12年）4月1日、札幌市営バス（白石営業所）の白7米里線の移譲を受け、5・6・7・9・10（それぞれ、後の5/バ5・菊6・菊7・6・7）の各系統を開設。同時に、それまでの9系統（札幌駅 - 東栄西[注 1]）を廃止。
  - 2005年（平成17年）12月1日、菊6-1・菊7-1を新設（冬期の平日朝のみ、南郷通の渋滞回避のため設定）。
  - 2007年（平成19年）12月1日、6・菊6・菊6-1系統（JR札幌駅・菊水駅前 - 上新川）を廃止し、7・菊7・菊7-1系統に振り替え。
  - 2009年（平成21年）4月1日、菊7の一部便を菊水元町9条2発着に短縮。
  - 2020年（令和2年）4月1日、9を新設し8の一部を振り替え[9]。
  - 2024年（令和6年）12月1日、7（JR札幌駅 - 菊水駅前 - 白陵高校前）を廃止[14]。

### 新札幌駅発着

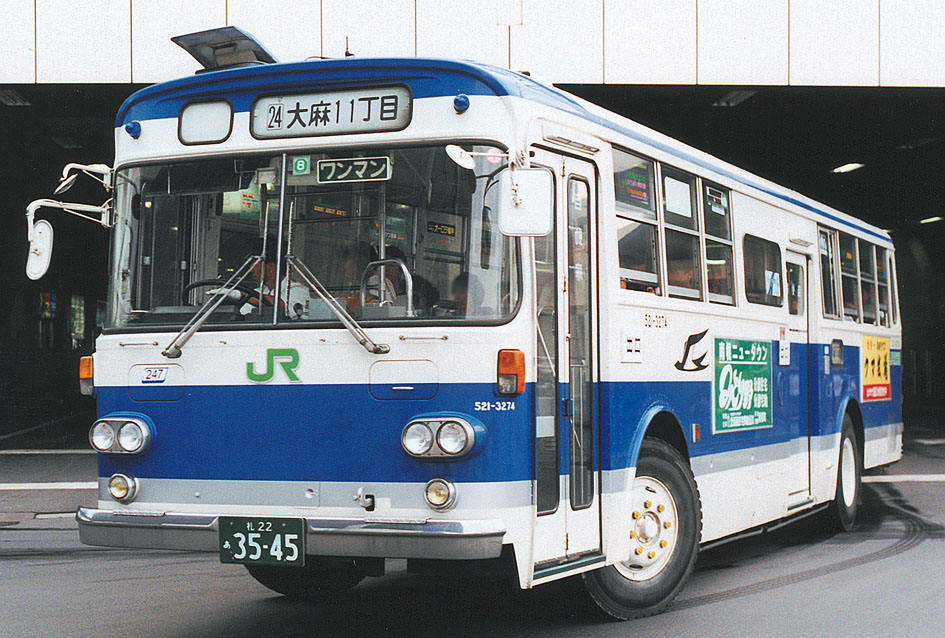
JR札幌駅を出る24大麻11丁目行 新札幌駅経由で江別市へ向かう系統は全廃となった 521-3274

JR札幌駅から新札幌駅を経由し上野幌、もみじ台団地、開拓の村、江別市方面への直通系統も運行していたが、定時運行に難があることなどから2013年（平成25年）12月1日よりラッシュ時、2015年（平成27年）4月1日よりほぼ全便で新札幌駅で系統を分割し、JR札幌駅 - 新札幌駅および新札幌駅 - 各方面それぞれで運行する（一部系統の朝のJR札幌駅行のみ残存）。JR札幌駅方面とこれら各方面を新札幌駅にて乗り継ぐ場合に直通運賃で利用できる「新札幌乗り継ぎ乗車券」の発売を開始した。残ったJR札幌駅直通便も2023年（令和5年）4月1日までに廃止され、必ず新札幌駅での乗り換えが必要となった。

#### もみじ台団地・虹ヶ丘・テクノパーク方面
もみじ台団地線
- 新15：（啓成高校前←）新札幌駅 - 青葉町2丁目 - もみじ台団地入口 - もみじ台東2丁目 - もみじ台団地
  - 一部は啓成高校前直通。啓成高校←新札幌駅間は開拓の村線を参照。2009年（平成21年）12月1日、森林公園駅←もみじ台団地系統の終点を啓成高校前に変更。

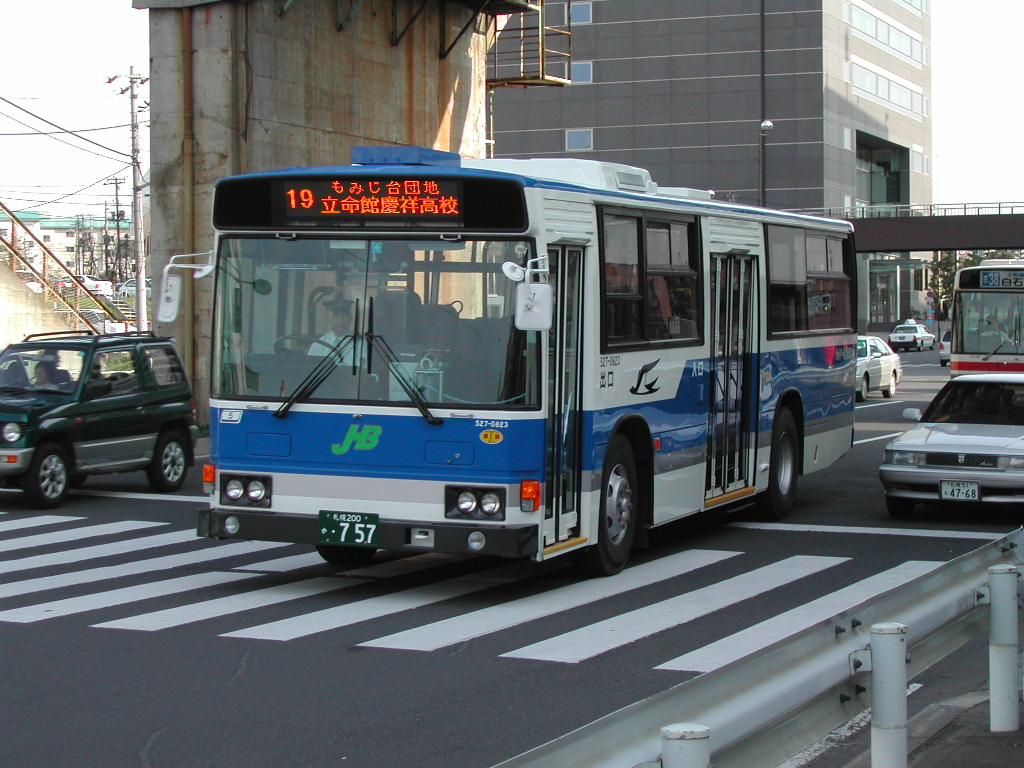
19番時代　527-0823

  - 19番時代　527-0823新15の一部はもみじ台団地より先、立命館慶祥高校に乗り入れていたが、2019年（平成31年/令和元年）度よりスクールバス化され、全便がもみじ台団地発着となった[19][20]。
  - 14・新14 青葉町9丁目・もみじ台南3丁目経由は、14は2016年（平成28年）4月1日、新14は2017年（平成29年）4月1日に廃止[21][22]。
  - 15 新札幌駅経由JR札幌駅行きは、2023年（令和5年）4月1日に廃止された[18]。

もみじ台西2丁目線
- 循環新71・循環新72：新札幌駅 - 青葉町2丁目 - もみじ台団地入口 - もみじ台西2丁目 - もみじ台南1丁目 - 青葉通橋 - 青葉町9丁目 - 青葉町中央 - 青葉町2丁目 - 新札幌駅
  - 循環新71は青葉町中央先廻り、循環新72はもみじ台団地入口先廻り。
  - 1999年（平成11年）2月25日、地下鉄東西線宮の沢延伸時のダイヤ改正で、札幌市営バス（厚別支所）の環28 もみじ台環状線を移譲され開設。
  - 2004年（平成16年）12月2日、89 厚別東通線（新札幌駅 - もみじ台西2丁目 - 上野幌駅 - 平岡緑中学校 - 緑ヶ丘2丁目）を新設[23]。後の新70。
  - 2010年（平成22年）4月1日、新70を廃止。

虹ヶ丘線
- 循環新77：新札幌駅→青葉町2丁目→もみじ台団地入口→小林橋→もみじ台南1丁目→札幌日大高校前→虹ヶ丘東→青葉通橋→青葉町9丁目→青葉町中央→青葉町2丁目→新札幌駅
  - 地下鉄乗継割引は、もみじ台南1丁目まで、および青葉通橋から適用[6]。
  - 1998年（平成10年）4月11日開設[24]。
  - 2000年（平成12年）4月1日、札幌日大高校前新設。虹ヶ丘地区内片方向循環運行となる[25]。
  - 2013年（平成25年）4月1日、循環新76（新札幌駅→小林橋→青葉9→新札幌駅、虹ヶ丘東を経由しない便）を廃止[12]。
- 新75：新札幌駅←青葉町2丁目←もみじ台団地入口←小林橋←もみじ台南1丁目←虹ヶ丘東
  - 地下鉄乗継割引は、もみじ台南1丁目から適用[6]。
  - 2000年（平成12年）4月1日、新札幌駅→青葉町→小林橋→新札幌駅の起点を虹ヶ丘東に変更。

テクノパーク線
- 新78・快速新78：新札幌駅 - 青葉町2丁目 - もみじ台団地入口 - もみじ台東2丁目 - テクノパーク - テクノパーク中央 - 第2テクノパーク

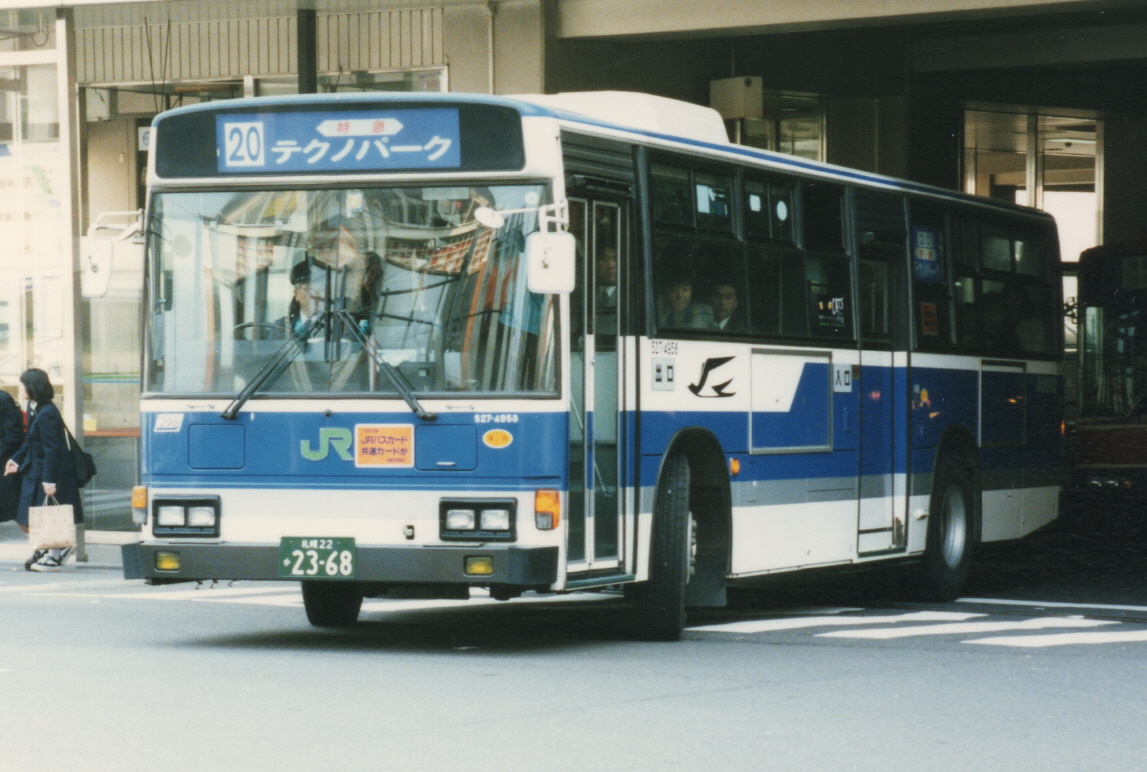
20　特急　527-4958

  - 20　特急　527-4958快速新78は新札幌駅 - テクノパーク間無停車。2016年4月1日、特急新78から系統種別のみ変更[21]。
  - 2016年（平成28年）4月1日、循環新78（第2テクノパークで打ち切らず新札幌駅へ戻る）は新78に一本化。循環新79・循環新80（新札幌駅 - テクノパーク - もみじ台東7丁目 - もみじ台団地 - 新札幌駅）は新78と新15に統合しテクノパーク - もみじ台団地間を廃止[21]。

#### 上野幌・平岡・里塚緑ヶ丘・大曲方面
新札幌駅 - 上野幌ベニータウン - ライブヒルズ南間「新札幌駅 - 青葉町2丁目 - 青葉町中央 - 青葉町9丁目 - 上野幌中央公園 - 上野幌ベニータウン - 東栄通 - ライブヒルズ南」共通経路（循環新10・循環新111・新12を除く）。
ひばりが丘線
- 循環新10：新札幌駅 - ひばりが丘団地前 - 厚別南3丁目（→厚別光陽団地前→厚別公園前→上野幌2条1丁目→雇用促進住宅入口→厚別営業所前→厚別南3丁目）
  - 2009年（平成21年）4月1日、新設（厚別光陽団地前→ひばりが丘団地→新札幌駅→ひばりが丘団地→厚別営業所前）[26]。
  - 2013年（平成25年）12月1日、新札幌駅発着の片方向循環に変更[16]。

エデンの街線
- 循環新11・循環新14：新札幌駅 - 上野幌中央公園 - 上野幌ベニータウン - ライブヒルズ南 - 上野幌3条5丁目 - エデンの街入口 - 上野幌中央公園 - 新札幌駅
  - 循環新11はエデンの街入口先廻り、循環新14は上野幌ベニータウン先廻り。
  - 2018年（平成30年）4月1日、系統新設[27]。
- 新11：新札幌駅←上野幌中央公園←エデンの街入口←上野幌3条5丁目←平岡公園入口←東栄通北←雇用促進住宅入口←厚別営業所前
  - 新札幌駅←雇用促進住宅入口の区間便あり。2019年（平成31年）4月1日、新札幌駅発を循環新11・循環新14に統合[13]。

中央通線
- 新12：新札幌駅 - 青葉町2丁目 - 共栄小学校前 - 厚別南4丁目 - 厚別営業所前
  - もみじ台団地 - 新札幌駅 - 厚別営業所前は新札幌駅発着便と新15に統合。

新さっぽろ平岡線（北海道中央バス（白石営業所）と相互乗り入れ）
- 循環新111：新札幌駅 - 青葉町2丁目 - 共栄小学校前 - 厚別南4丁目 - 雇用促進住宅入口（→東栄通北→平岡公園東2丁目→平岡4条3丁目→上野幌2条1丁目→雇用促進住宅入口）
  - 1999年（平成11年）4月1日開設。括弧内を片方向循環し新札幌駅へ戻る。

上野幌線
- 新13：（啓成高校前←）新札幌駅 - 上野幌ベニータウン - ライブヒルズ南 - 平岡公園入口 - 東栄通北 - 雇用促進住宅入口 - 厚別営業所前
  - 新札幌駅←雇用促進住宅入口の区間便ありで、一部は啓成高校前直通。啓成高校←新札幌駅間は開拓の村線を参照。2009年（平成21年）12月1日、森林公園駅←雇用促進住宅入口系統の終点を啓成高校前に変更。
  - 13 新札幌駅経由JR札幌駅行きは、2023年（令和5年）4月1日廃止[18]。
- 循環新12・循環新13：新札幌駅 - 上野幌ベニータウン - ライブヒルズ南 - 平岡公園入口 - 東栄通北 - 雇用促進住宅入口 - 厚別南4丁目 - 共栄小学校前 - 青葉町2丁目 - 新札幌駅
  - 循環新12は共栄小学校前先廻り、循環新13は青葉町中央先廻り。

緑ヶ丘団地線
- 新16・循環新16：新札幌駅 - 上野幌ベニータウン - ライブヒルズ南 - 緑ヶ丘団地/緑ヶ丘団地東
  - 新16の往路は緑ヶ丘団地東経由・緑ヶ丘団地行、復路は緑ヶ丘団地東始発・緑ヶ丘団地経由で運行。循環新16は緑ヶ丘団地で打ち切らず新札幌駅へ戻る。

#### 厚別東・開拓の村方面
厚別東線（小野幌循環バス「このっぴー」）
- 新札幌駅 - 小野幌小学校 - 高台公園 - 厚別東2条5丁目（→厚別中学校→厚別東2条7丁目→厚別東2条5丁目）
  - 括弧内を片方向循環し新札幌駅へ戻る。厚別中学校始発の区間便あり。
  - 2007年（平成19年）4月1日開設[28]。

開拓の村線
- 新22：新札幌駅 - 厚別中央2条6丁目 - 厚別東小学校前 - 森林公園駅 - 啓成高校前 - 野幌森林公園 - 北海道博物館 - 開拓の村

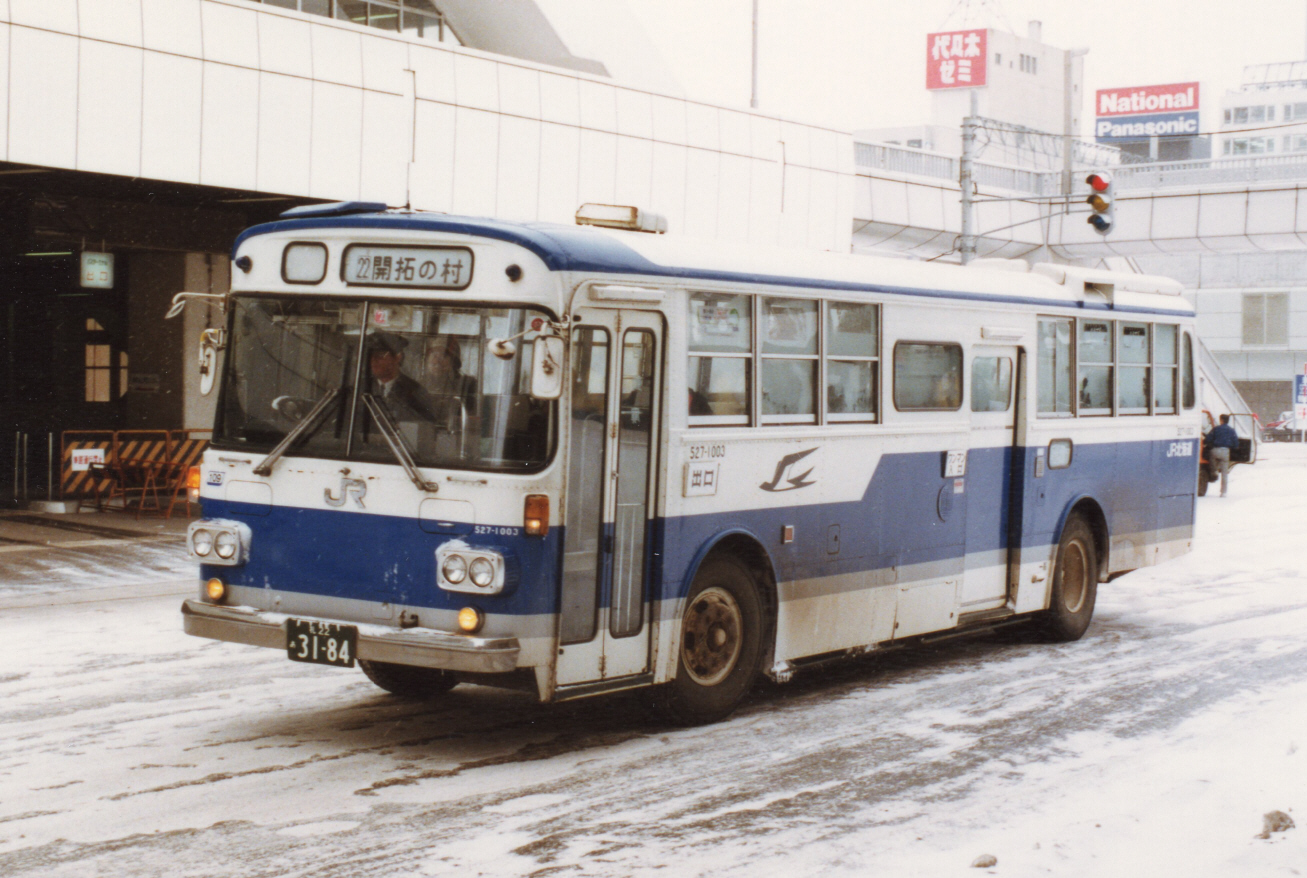
22　札幌駅発着当時の車両

  - 22　札幌駅発着当時の車両朝の通学時間帯のみ、新13・新15が啓成高校前まで乗り入れる。森林公園駅は経由しない。

#### 江別市方面
江別市ではJRバスのほか夕張鉄道（夕鉄バス）と北海道中央バス（江別営業所）も運行しており、経路等の重複や人口が増加しているもののバス路線が空白の地区が見られ、経路変更等の路線再編案が出ていた。JRバスは直接的には再編対象外となっていたが、江別市立病院に乗り入れる系統がないなどの議題が上り、2020年（令和2年）4月1日より病院乗り入れなどの系統改廃が行われた。
新札幌駅 - 大麻駅南口間「新札幌駅 - 厚別中央2条6丁目 - 厚別東小学校前 - 文京台入口 - 北翔大学前・札学院大前 - 大麻駅南口」共通経路。地下鉄乗継割引は厚別東小学校（新28は厚別北3条5丁目）間で適用。
大麻団地線
- 新24・麻24：新札幌駅 - 大麻駅南口 - 道立図書館前 - 大麻15丁目 - 沢町南 - 大麻駅 - 大麻11丁目
  - 新札幌駅→道立図書館前、麻24 大麻駅 - 大麻11丁目の区間便あり。
  - 2016年（平成28年）4月1日、厚別営業所前→新札幌駅→大麻11丁目系統廃止[21]。
- 新28：新札幌駅 - 小野幌小学校前 - 厚別中学校 - 小野幌神社前 - 厚別北3条5丁目 - 3番通17丁目 - 大麻15丁目 - 大麻駅 - 大麻11丁目 - 第二中学校 - 野幌駅北口
  - 2007年（平成19年）4月1日、新28を沢町南経由から大麻15丁目経由に変更。
- 循環麻98：大麻11丁目→大麻駅→沢町南→大麻15丁目→大麻11丁目
  - 2020年（令和2年）4月1日、新24から振り替える形で系統新設[9]。

文京台線
- 循環新82・循環新83：新札幌駅 - 北翔大学前・札学院大前 - 大麻駅南口 - 道立図書館前 - 文京通西 - 文京台南町 - 学院大正門前 - 北翔大学前・札学院大前 - 新札幌駅
  - 循環新82は大麻駅南口先廻り、循環新83は学院大正門前先廻り。

江別線

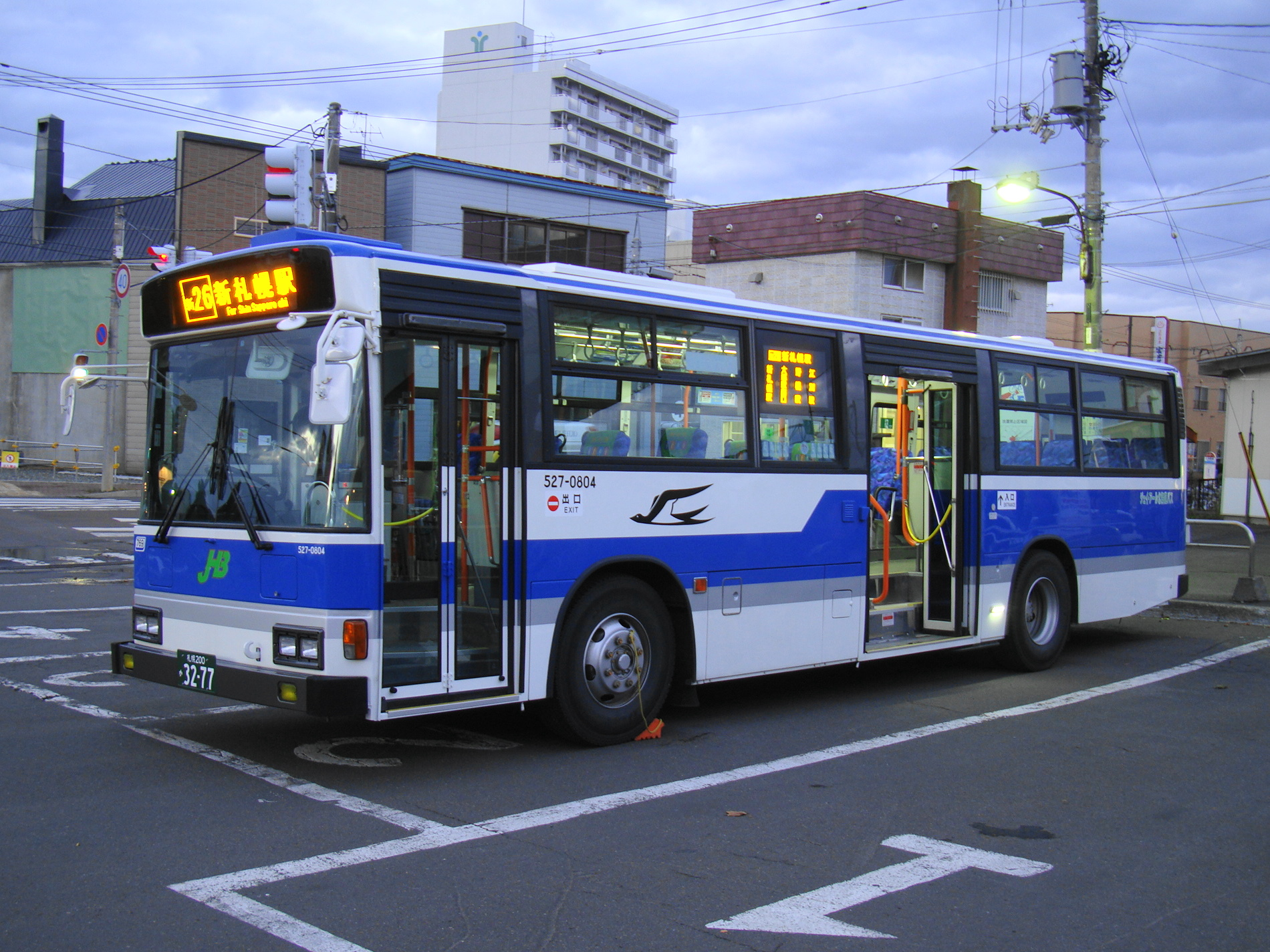
新26 江別駅停車中 527-0804

- 新26：新札幌駅 - 大麻駅南口 - とわの森三愛高校前 - 酪農大学前 - 野幌10丁目 - 野幌駅北口 - 江別市役所前 - 江別3丁目 - 江別駅前
- 新27：新札幌駅 - （新26と同経路） - 江別3丁目 - 江別市立病院
  - 新26 新札幌駅 - 野幌駅北口の区間便あり。
  - 2003年（平成15年）3月1日、27 新札幌駅 - 江別駅 - 岩見沢駅前を廃止（詳細は岩見沢線の節を参照）。
  - 2015年（平成27年）4月1日、新26 厚別営業所前→新札幌駅→江別駅系統を廃止[17]。
  - 2020年（令和2年）4月1日、新27新設[9]。

ゆめみ野線
- 江25：江別駅前←早苗別←ゆめみ野←ゆめみ野中央←ゆめみ野東町←上江別公園
- 循環江95：江別市立病院 - 江別駅 - 早苗別 - ゆめみ野（→上江別公園→ゆめみ野東町→ゆめみ野中央→ゆめみ野）
  - 2020年（令和2年）4月1日、循環江95新設。新25（新札幌駅 - 江別駅 - 上江別公園）の新札幌発と江25（江別駅 - 上江別公園/ゆめみ野東町）を廃止[9]。
  - 2024年（令和6年）12月1日、新25廃止[14]。江25を再開設。

野幌運動公園線
- 新29：新札幌駅 - 大麻駅南口 - とわの森三愛高校前 - 酪農大学前 - 若葉5丁目 - 野幌駅南口 - 東野幌本町 - 情報大学前 - 野幌中学校前 - 野幌運動公園
  - 新札幌駅 - 情報大学前の区間便あり。
  - 2007年（平成19年）4月1日、野29 野幌駅南口 - 野幌運動公園系統を廃止[31]。

### 江別駅、北広島営業所 - 北広島駅
共栄線
- 江92：江別駅 - 江別市役所前 - 野幌駅北口 - 開進 - 情報大学前 - 野幌中学校前 - 野幌運動公園 - 登満別 - 北の里牧場前 - みはらし公園 - 共栄 - 広島市街 - 北広島駅
  - 2007年（平成19年）12月1日、江別駅 - 北広島駅 - 新富町 - 音江別神社前 - 南の里系統を北広島駅で分割[25]。北広島駅 - 南の里間を広92として分離。
  - 2010年（平成22年）10月1日、広92 北広島駅 - 南の里系統廃止[25][32]。
- 広91：北広島営業所前 - 北の里牧場前 - みはらし公園 - 共栄 - 広島市街 - 北広島駅
  - 2022年（令和4年）4月1日、系統新設[33]。

### 休廃止系統
新さっぽろ大曲線（北海道中央バス（大曲営業所）と相互乗り入れ）
- 新110：新札幌駅 - 上野幌ベニータウン - ライブヒルズ南 - 平岡緑中学校 - 大曲通北 - 大曲光4丁目 - 大曲末広3丁目 - 大曲 - 柏葉台団地
  - 地下鉄乗継割引は平岡緑中学校間で適用[6]。
  - 1998年（平成10年）4月11日開設[24]。
  - 2025年（令和7年）4月1日、廃止[34]。北海道中央バスによる便は引き続き運行される。

厚別北線
- 新27：新札幌駅 - 原始林通 - タウン中通 - 森林公園駅北口
  - 2005年（平成17年）6月1日、開設。
  - 2012年（平成24年）4月1日、廃止[35]。

### 担当営業所
本項に記述した系統のうち、北郷線を除く全てを厚別営業所が担当。厚別営業所以外は以下の系統を担当。ほか、他営業所が主担当の系統を運行する場合などもある。
- 琴似営業所：北郷線
- 北広島営業所：江別線、ゆめみ野線、共栄線、野幌運動公園線、文京台線

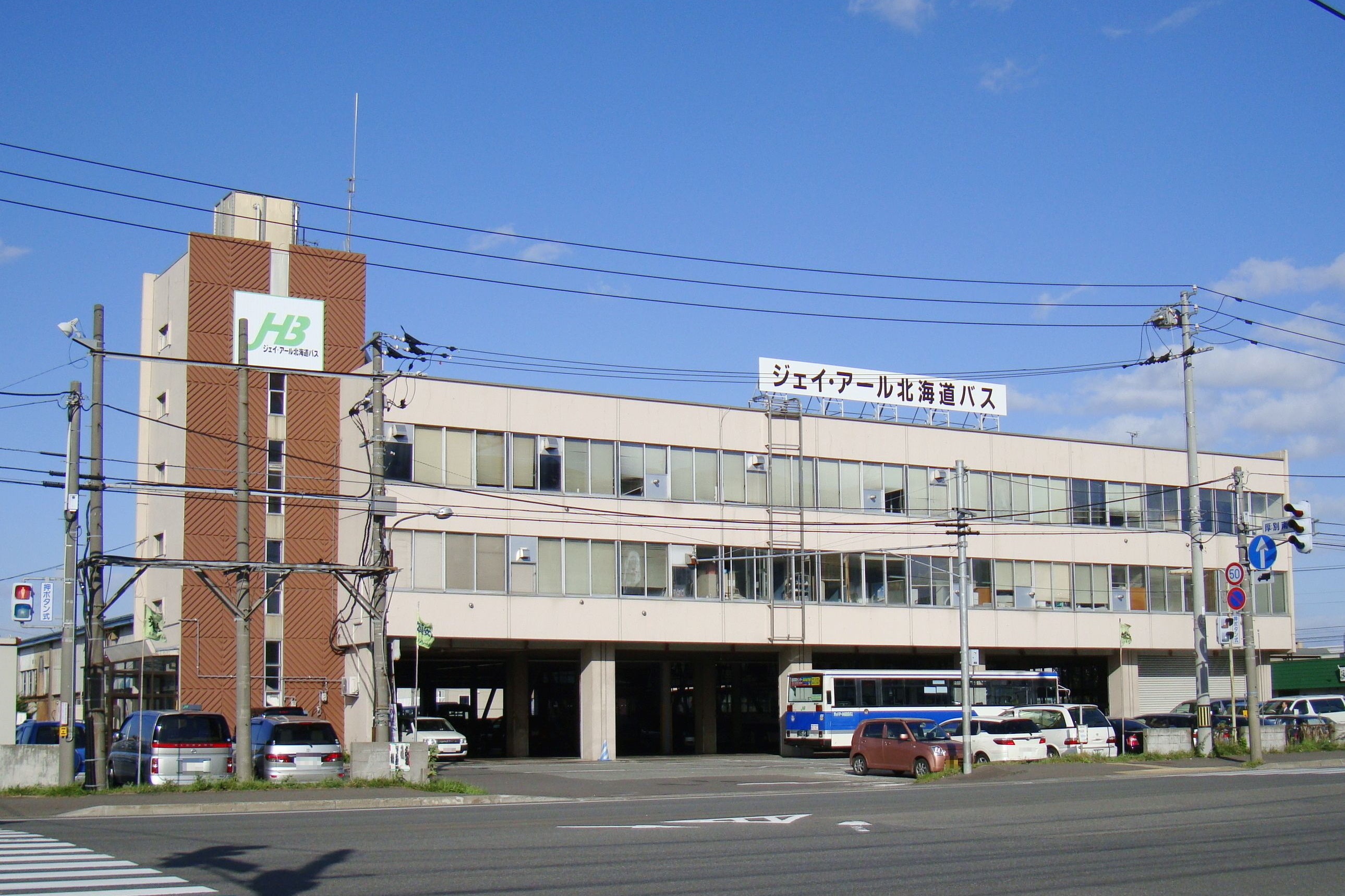
厚別営業所
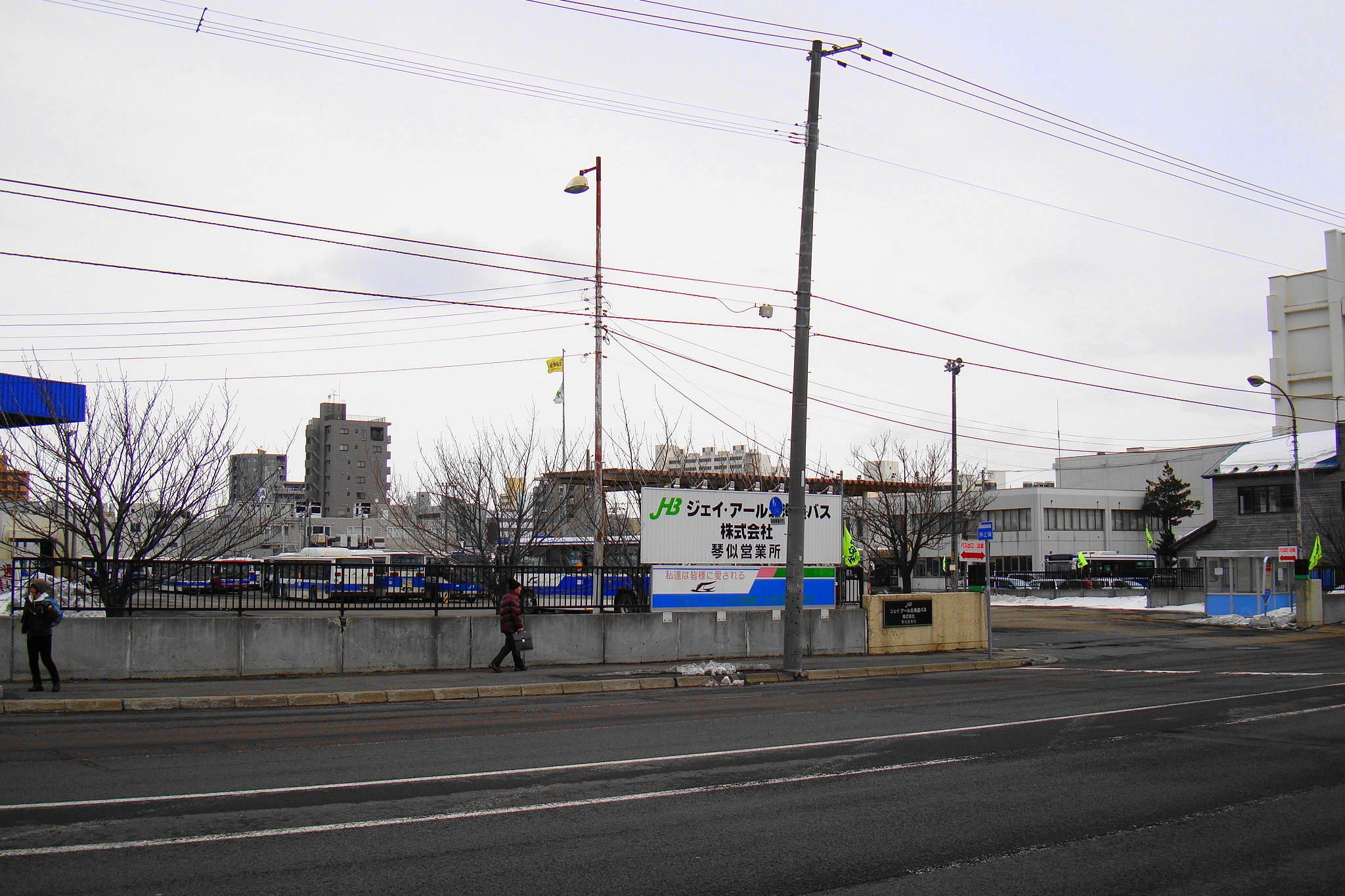
琴似営業所
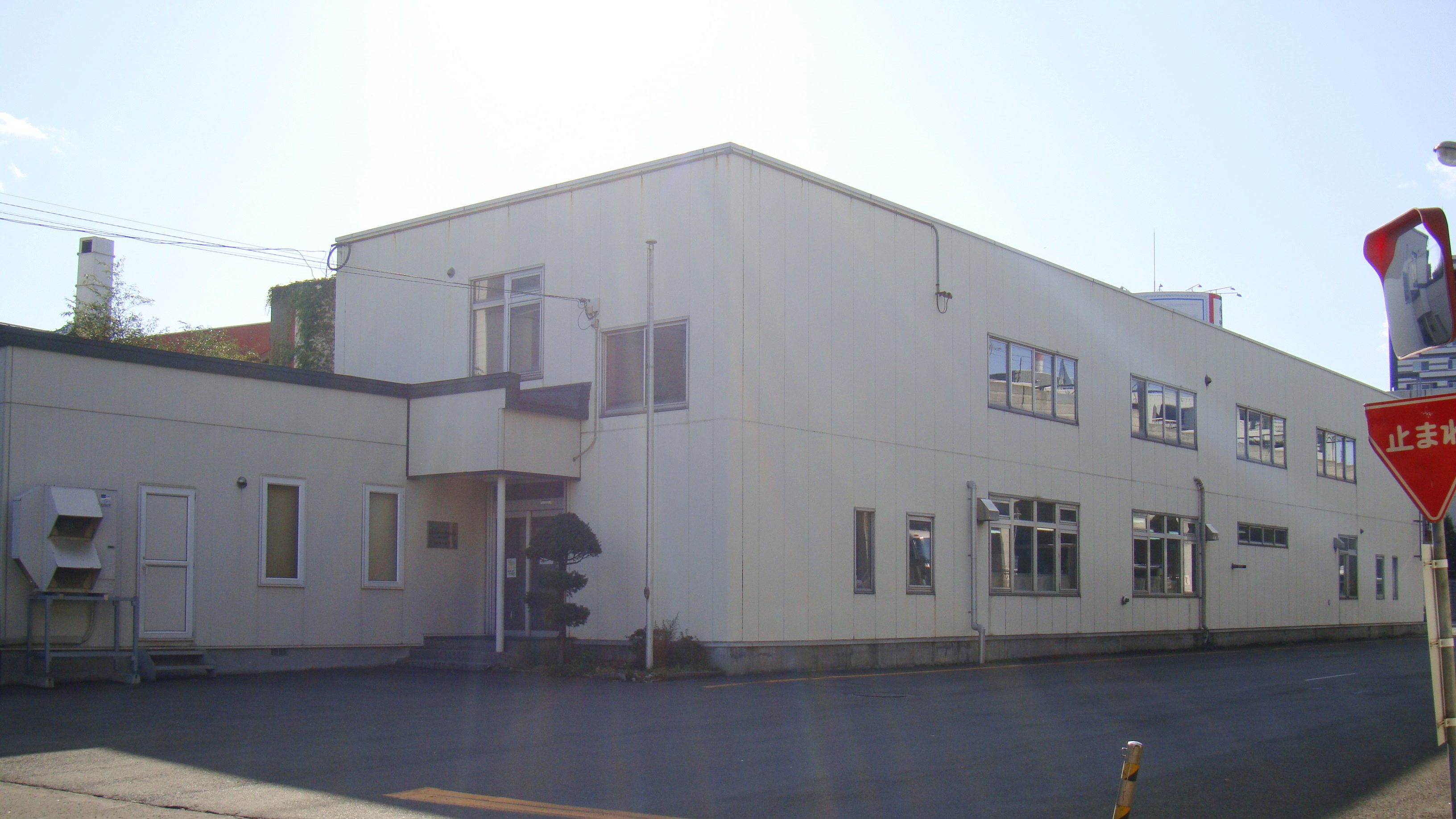
札幌営業所（2022年3月31日をもって閉所）

## 岩見沢線
2003年（平成15年）3月1日付で全路線廃止。岩見沢営業所は同年3月15日付で閉所となった。
- 市町村名は路線廃止当時のもので示す。
- 「岩見沢駅」は北海道中央バスの岩見沢ターミナルと同じ。
- 北海道中央バスの並行路線・残存区間については、北海道中央バス岩見沢営業所を参照。

### 岩見沢市外を発着する路線
岩見沢市中心部を東西に貫く4条通を進み、そこから国道12号へと抜ける路線。上幌向駅方面へ向かう空知線と北新線は4条通の西側から、峰延駅方面へ向かう月形線は4条通の東側から12号線へ抜けていた。
空知線
- 27：岩見沢駅 - 上幌向駅 - 幌向駅 - 江別駅 - 大麻駅南口 - 新札幌駅
  - 1983年（昭和58年）まではJR札幌駅までの直通系統も存在した。
  - この路線に対しては廃止代替路線はなく、他の並行路線もすでに存在しない[注 2]幌向駅～江別駅間においては、バス路線自体が全廃された。
    - ただ幌向・江別両駅の途中にある豊幌地区周辺の住民からは、並行路線として存続している北海道中央バス幌向線の延長をはじめとした豊幌駅周辺へのバス路線乗り入れを望む声も出ている[38]。

北新線
- 30：岩見沢駅 - 上幌向駅 - 芦沼 - 新篠津温泉
  - 鉄道の通らない新篠津村をJR線と結ぶ路線であった。廃止後は新篠津交通に引き継がれた。

月形線
- 36：岩見沢駅→大富→石狩月形駅
- 37：岩見沢駅 - 峰延駅 - 大富 - 石狩月形駅
  - 北海道中央バスの月形線（岩見沢駅前 - 北村農協 - 月形駅前）とは大きく経路が異なっていた。
  - 廃止された峰延駅 - 大富のうち一部区間を美唄市民バスが代替する。岩見沢駅 - 峰延駅および（岩見沢駅 - 北村農協 - ）大富～石狩月形駅間は北海道中央バスの並行路線が残存。

### 岩見沢市内の路線
岩見沢駅と鉄道を越えた北部を結ぶ路線。廃止後は北海道中央バスが月形線・北村線の経路変更と桜木循環線の新設で対応したほか、一部は岩見沢市のスクールバスに引き継がれた。
青木線
- 31：岩見沢駅 - 緑校前 - 西川中央
- 33：岩見沢駅 - 緑校前 - 西川中央 - 青木神社前
- 32：岩見沢駅 - 桜木1条7丁目 - 緑校前 - 西川中央
- 34：岩見沢駅 - 桜木1条7丁目 - 緑校前 - 西川中央 - 青木神社前

稔・大願線
- 35：岩見沢駅 - 緑校前 - 桜木1条7丁目 - 稔神社前 - 大願 - わらびが丘

岩見沢営業所
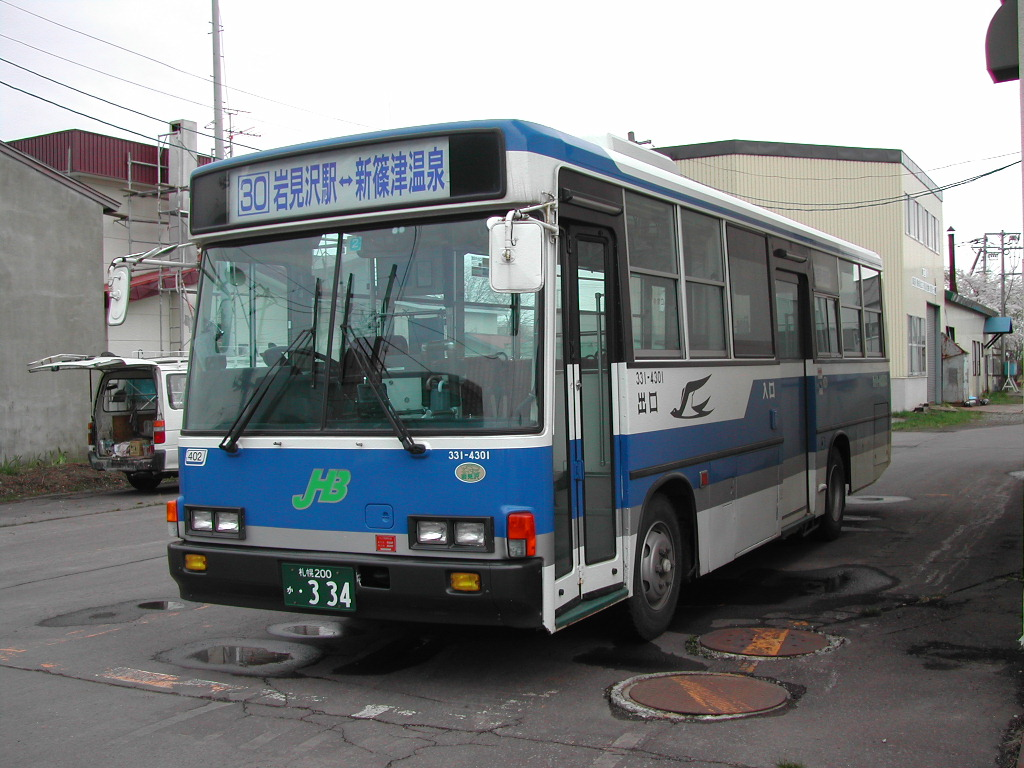
北新線　331-4301
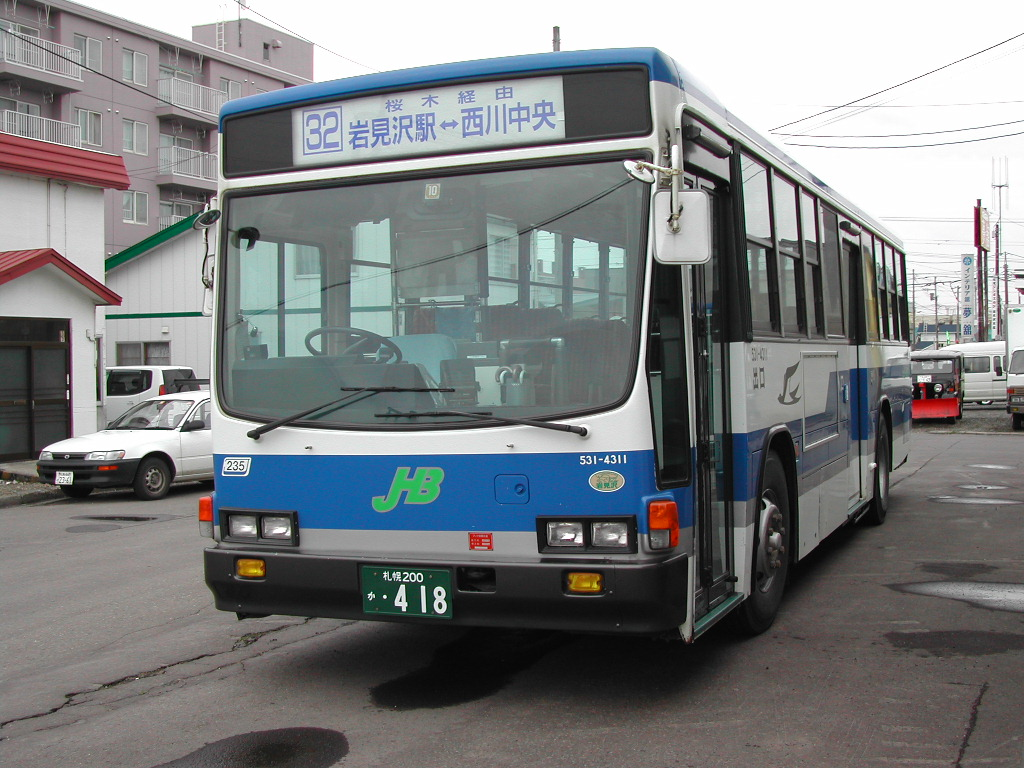
青木線　531-4311
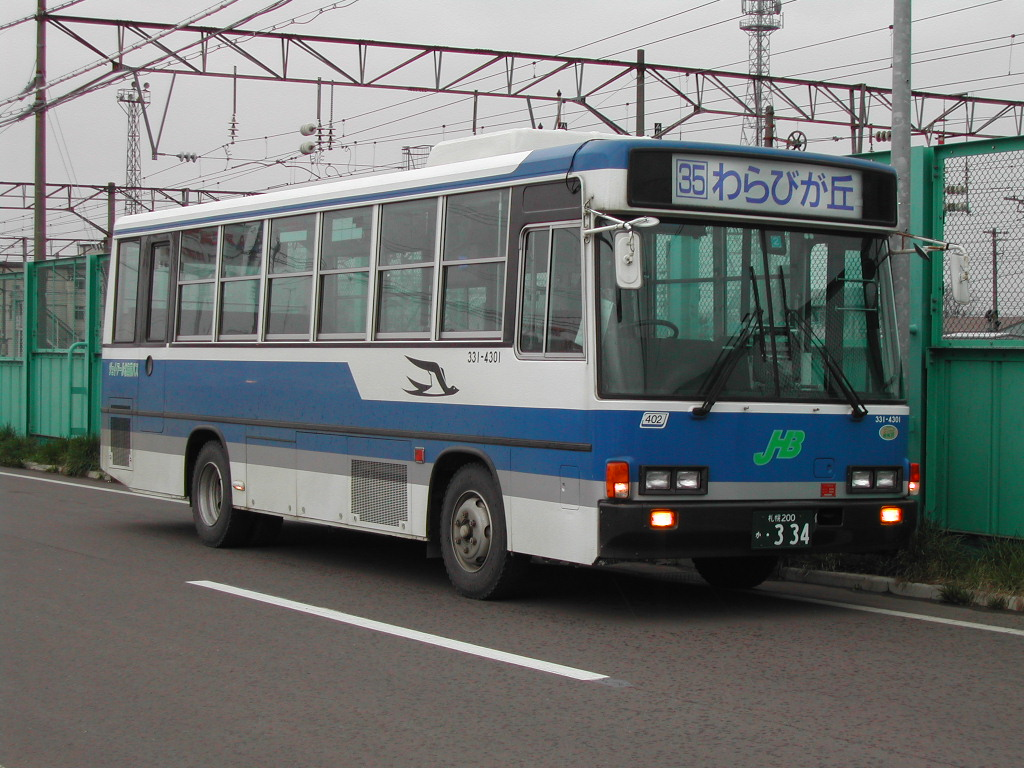
稔・大願線　331-4301
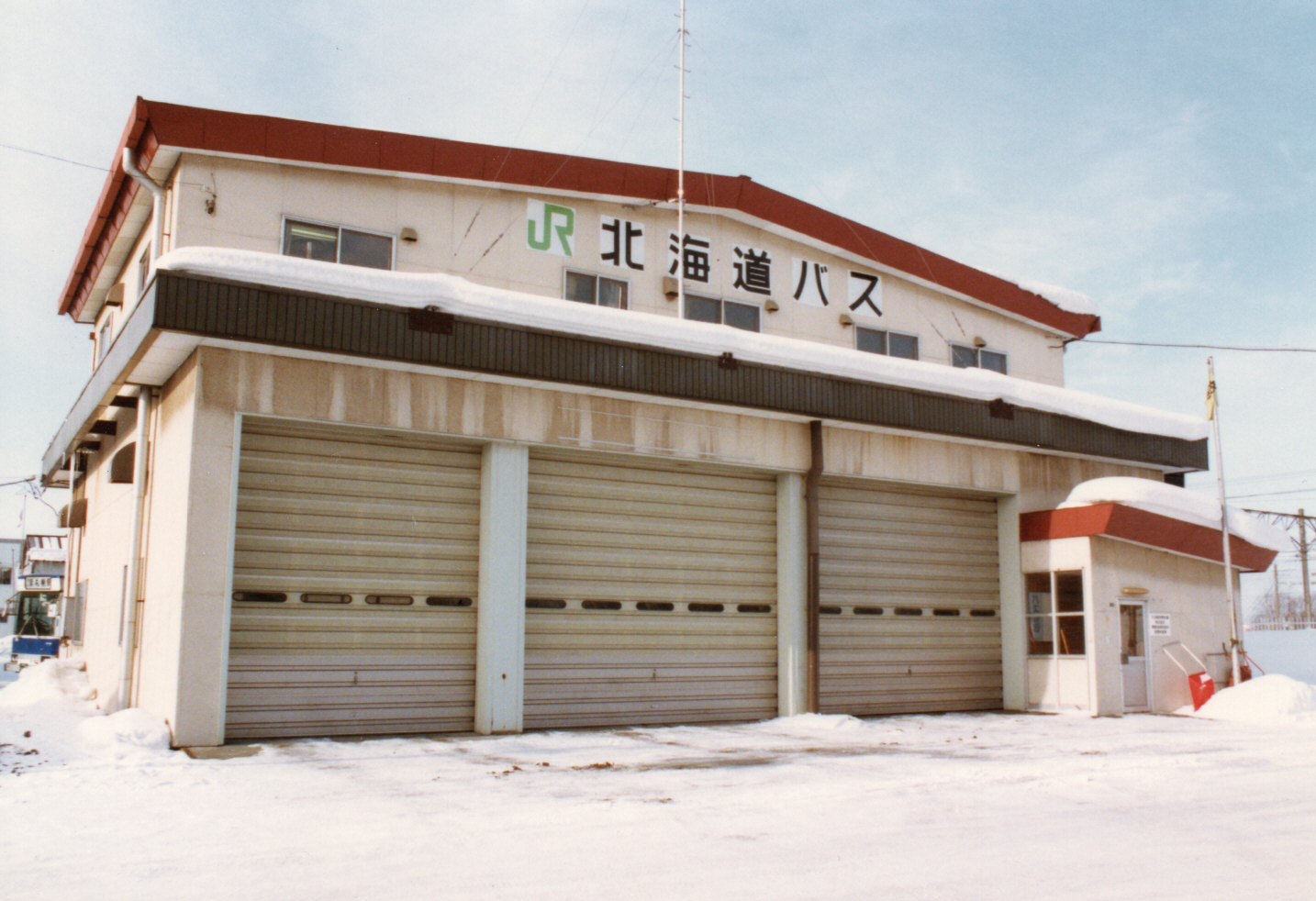
岩見沢営業所